# Nowaja Lala
Nowaja Lala – miasto w Rosji, w obwodzie swierdłowskim. W 2010 roku liczyło 12 734 mieszkańców.